# Royal Naval Reserve
Die Royal Naval Reserve (RNR) ist eine Einrichtung der Royal Navy des Vereinigten Königreichs, die zur Bereitstellung von zusätzlichem, ausgebildetem Personal in Krisen- und Kriegszeiten dient. Zusammen mit der Royal Marines Reserve bildet sie die Maritime Reserve. Die heutige RNR entstand durch Zusammenlegung der im Jahr 1859 gebildeten Royal Naval Reserve mit der im Jahr 1903 entstandenen Royal Naval Volunteer Reserve (RNVR).

## Geschichte

### Gründung und Entwicklung
Die Royal Naval Reserve hat ihren Ursprung in einem Seemannsregister, das 1835 eingerichtet wurde, um Männer für den Dienst in der Marine im Kriegsfall zu identifizieren. 1854 meldeten sich jedoch nur 400 der 250.000 im Register eingetragenen Männer freiwillig zum Dienst im Krimkrieg. Dies führte zu Maßnahmen, vermittels derer die RNR als Reserve von Berufsseemännern aus der britischen Handelsmarine und den Fischereiflotten gegründet wurde, die in Kriegszeiten zum Dienst in der regulären Royal Navy herangezogen werden konnten. Ursprünglich war die RNR somit eine Reserve von Seeleuten, wurde aber 1862 um die Rekrutierung und Ausbildung von Reserveoffizieren erweitert. Seit ihrer Gründung trugen die Offiziere der RNR auf ihren Uniformen anstelle der glatten Ringe der Royal Navy Dienstgradzeichen, die aus ineinander verwobenen Kettenstreifen bestanden.

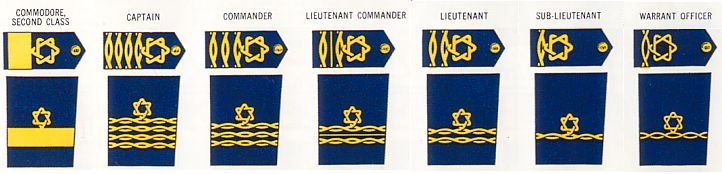
Dienstgradzeichen der RNR 1916 bis 1951

In den wichtigsten Hafenstädten an den Küsten Großbritanniens und Irlands lagen Ausbildungs- und Übungsschiffe, auf denen die Seeleute der britischen Handelsschifffahrt jedes Jahr einen Monat lang an einer Schießausbildung teilzunehmen hatten. Die Offiziere der RNR wurden regelmäßig für ein Jahr auf größeren Schiffen der Flotte der Royal Navy eingeschifft, um sich mit dem Dienst in der aktiven Flotte vertraut zu machen.
Die Offiziere und Männer der RNR erwarben sich mit ihren professionellen Fähigkeiten in Navigation und Seemannschaft durchweg Respekt. Sie leisteten in einer Reihe von Konflikten, darunter dem Burenkrieg in Südafrika und dem Boxeraufstand in China, hervorragende Dienste. Viele RNR-Offiziere übernahmen in ihrer beruflichen Laufbahn das Kommando über die größten Passagierschiffe der damaligen Zeit und einige bekleideten leitende Positionen in der Schifffahrtsindustrie und in der Regierung.

Blue Ensign

Seit 1865 wird auf britischen Handelsschiffen, deren Kapitäne gleichzeitig Offiziere der RNR sind, als Flagge anstelle des „Red Ensign“ (allgemeine britische Handelsflagge) das „Blue Ensign“ geführt.

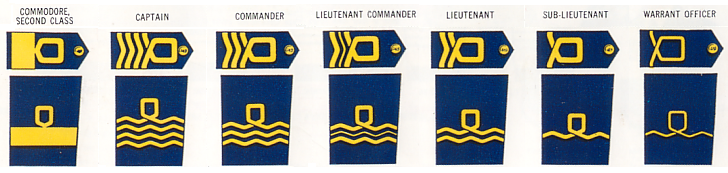
Dienstgradzeichen der RNVR 1916 bis 1958

Mit dem Royal Naval Reserve (Volunteer) Act 1859 wurde die Möglichkeit geschaffen, auch Freiwillige, die nicht beruflich mit der Seefahrt verbunden waren, für den Reservedienst der Royal Navy anzuwerben. Deren Zahl sollte 30.000 jedoch nicht überschreiten. Zur Unterscheidung von der RNR wurde dieser Reserveorganisation Royal Naval Volonteer Reserve (RNVR) benannt und erhielt eigene Dienstgradabzeichen, die für Offiziere nur aus einer wellenartigen geschwungenen Linie bestand. Hieraus ergab sich später der Spitzname „Wavy Navy“.

### Erster Weltkrieg

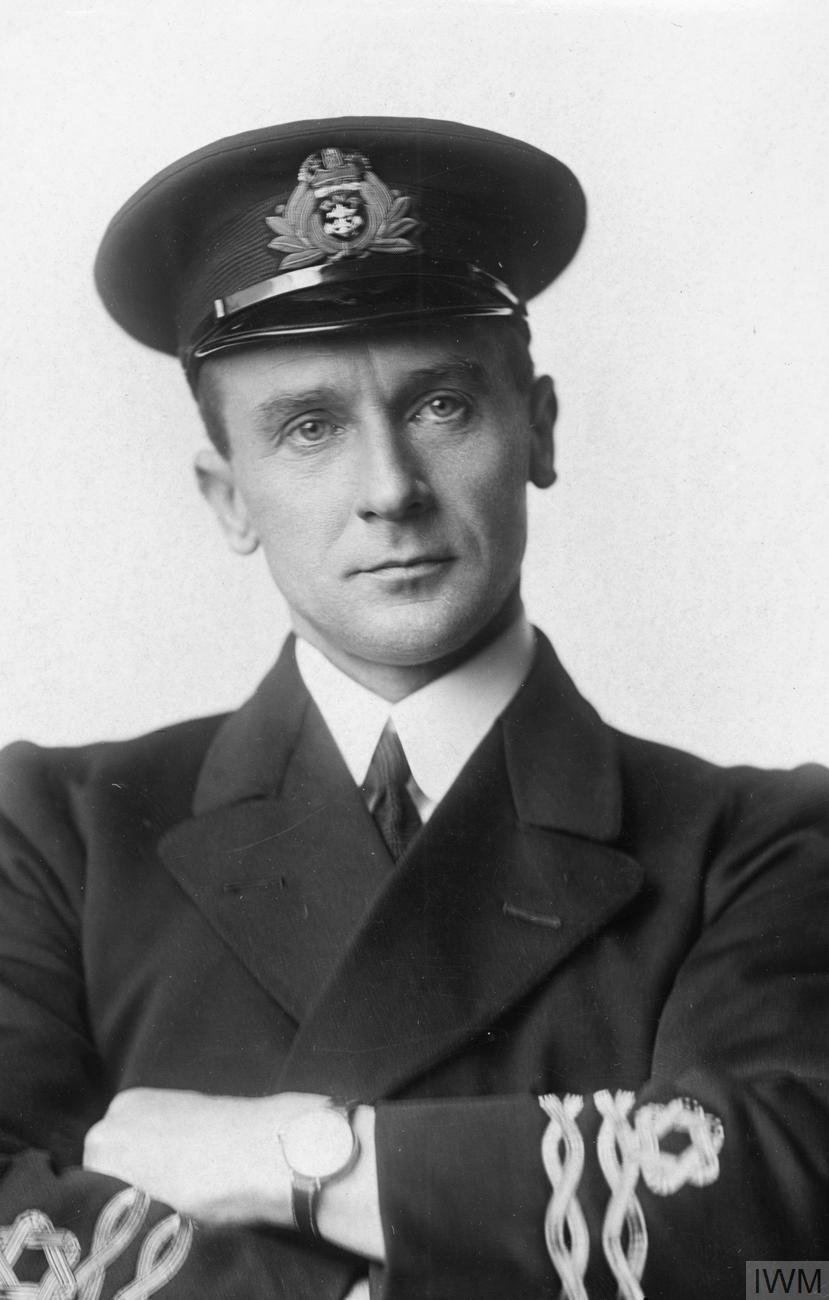
Ein Lieutenant, RNR (Oberleutnant zur See), HMS Excellent im Ersten Weltkrieg

Bei der Mobilmachung im Jahr 1914 bestand die RNR aus 30.000 Offizieren, Unteroffizieren und Mannschaften. Die Offiziere der RNR, die in den allgemeinen Dienst übernommen wurden, traten schnell ihren Dienst in der Flotte an. Viele wurden Kommandanten von Zerstörern, U-Booten, Hilfskreuzern und als U-Boot-Fallen eingesetztem Handelsschiffen (Q-Ships). Andere dienten auf größeren Einheiten der Schlachtflotte, unter anderem des Westindien-Geschwaders, das in der Schlacht von Coronel starke Verluste verzeichnete und später in der Skagerrakschlacht mit hohen Verlusten. Die aus der Fischerei kommenden RNR-Angehörigen leisteten während des gesamten Krieges einen ausgezeichneten Dienst an Bord von Trawlern, die als Minensuchboote für Minenräumaktionen im In- und Ausland ausgerüstet waren und dabei schwere Verluste erlitten.
Viele RNR-Mannschaftsdienstgrade dienten mit den RN- und RNVR-Kontingenten in der Schlacht von Gallipoli und in der Schlacht an der Somme mit der Royal Naval Division an Land. Offiziere und Männer der Handelsmarine, die auf bewaffneten Handelsschiffen, Lazarettschiffen, Flottenhilfsschiffen und Transportschiffen Dienst taten, wurden für die Dauer des Krieges aufgrund besonderer Vereinbarungen in die RNR aufgenommen. Obwohl die RNR wesentlich kleiner war als die Royal Navy selbst und die RNVR (die bei Kriegsende dreimal so groß war wie die RNR), konnte sie eine außergewöhnliche Kriegsbilanz vorweisen: Zwölf ihrer Angehörigen wurden mit dem Victoria-Cross ausgezeichnet.

### Zweiter Weltkrieg
Bei Beginn der Feindseligkeiten im Zweiten Weltkrieg griff die RNR erneut auf die Erfahrung und die Professionalität ihres Personals zurück, um die anfängliche Belastung vor Zulauf weiterer Verstärkungen zu schultern. Wiederum fanden sich RNR-Offiziere als Kommandanten von Zerstörern, Fregatten, Schnellbooten, Landungsbooten und U-Booten oder als Navigationsoffiziere auf Kreuzern und Flugzeugträgern wieder. Im Konvoi war der Kommodore des Geleitzugs oder der Kommandeur der Sicherungskräfte häufig ein RNR-Offizier.
Eine Zwischenform der Reserve, die zwischen der professionellen RNR und der zivilen RNVR lag, wurde 1936 geschaffen. Dabei handelte es sich um die Royal Naval Volunteer (Supplementary) Reserve (RNVSR), die Zivilisten mit bestehender und nachgewiesener Erfahrung als Seeleuten oder Offiziere offenstand. In Friedenszeiten bestand keine Verpflichtung zum Dienst oder zur Ausbildung, sondern es handelte sich lediglich um ein Verzeichnis von Personen, die im Kriegsfall rasch mobilisiert und ausgebildet werden konnten, um schnell einen Kern von neuem Personal bereitzustellen. Im September 1939 gab es etwa 2.000 RNV(S)R-Angehörige, zumeist Segler, die bei Mobilmachung nach einem 10-tägigen Lehrgang in den aktiven Dienst geschickt wurden, während die RNVR mit einem regulären 12-wöchigen Lehrgang für Offiziere begann. Nach Abschluss der Aktivierung der RNVSR-Angehörigen wurde diese Reserveorganisation als solche eingestellt und in die RNVR integriert.
Das im Rahmen der Mobilmachung hinzukommende Personal wurde direkt in die Royal Navy aufgenommen. Nach einer zehnwöchige Grundausbildung mussten alle frisch rekrutierten Seeleute danach mindestens sechs Monate als „Ordinary Seamen“ (einfache Seeleute) dienen, davon drei Monate auf See.

### Entwicklung seit 1945
Die Tausende von Angehörigen der Reserve, die während des Zweiten Weltkriegs gedient hatten, wurden nach Ende des Konflikts rasch demobilisiert. Im Oktober 1946 wurde die RNVR in ihrer ursprünglichen Form wiederhergestellt. Sie erhielt überzählige Motorbarkassen und kleine Minensucheinheiten für Ausbildungszwecke sowie zur Unterstützung größerer Einheiten der Royal Navy.
Im Jahr 1951 gab König Georg VI. bekannt, dass die RNR und die RNVR ihre charakteristischen Abzeichen verlieren würden. Beide Reserven sollten nun den gleichen Standard wie die reguläre Royal Navy verwenden. Offiziere trugen fortan die geraden Streifen am unteren Ärmel und auf den Schulterstücken, jedoch mit einem „R“ versehen, während die Mannschaften je nach Bedarf durch „RNR“ und „RNVR“ an der Mütze und an den Schulterstücken gekennzeichnet würden.
1954 wurde die Rolle der Reserve in den britischen Streitkräften für die Zeit des Kalten Krieges erneut bedeutsam. Ihre Ausbildungsabteilungen erhielten Minenräumbooten der Ton-Klasse, die zum 101. Mininräumgeschwader zusammengefasst und Teil der ständigen britischen Marineverpflichtung gegenüber der NATO wurden. Die Minenräumboote der Ton-Klasse wurden Mitte der 1980er Jahre durch neue Schiffe der River-Klasse ersetzt.
Im Jahr 1958 wurde beschlossen, die RNR und die RNVR zu einem einzigen Reservedienst zusammenzulegen. Rechtlich gesehen war die RNR der Zweig, der weitergeführt wurde, so dass keine neuen Rechtsvorschriften ausgearbeitet werden mussten, um den Dienst zu ermöglichen, und alle Mitarbeiter der RNVR erhielten formelle Papiere, die sie in die RNR versetzten. Die neue einheitliche Reserve nahm den Namen und die Rechtspersönlichkeit der ursprünglichen RNR an, behielt aber in erster Linie den Charakter und die Struktur der RNVR bei, da sie sich hauptsächlich aus ausgebildeten Zivilisten zusammensetzte, die nicht aus seemännischen Berufen kamen.
Der Falklandkrieg führte zur Gründung der Public Affairs Branch (heute Media Operations), einer Abteilung mit ausgebildeten Fachleuten, die in Krisenzeiten die Beziehungen zwischen der Marine und den Medien regeln soll. Grund waren mehrere Fehler in der Öffentlichkeitsarbeit während des Falklandkriegs.
Bewertungen der Verteidigungspolitik in den letzten 50 Jahren waren uneinheitlich. Die Reservekräfte wurden erst gekürzt und dann vergrößert, ihnen wurden neue Aufgaben zugewiesen, dann wurden die Kürzungen zurückgenommen und schließlich wieder eingeführt. Im Rahmen des Konzepts Options for Change wurde die RNR 1990 um 1.200 Mann reduziert und viele Ausbildungszentren geschlossen, darunter HMS Calpe (Gibraltar), HMS Wessex (Southampton) und HMS Graham (Glasgow). Bis 1995 betrug die Gesamtstärke der RNR rund 2.700 Offiziere und 1.800 Mannschaften. Die Strategische Überprüfung der Verteidigungsfähigkeit von 1998 (Strategic Defence Review) setzte diese Entwicklung fort, indem das 101. Minenräumgeschwader aufgelöst wurde, was bedeutete, dass die RNR nicht mehr über eigene Schiffe und seegängige Fähigkeiten verfügte. Im Gegenzug sollte die RNR um 350 Mitglieder aufgestockt werden. Die umstrukturierte RNR sollte „einen erweiterten Pool an Personal zur Verfügung stellen, um die Flotte zusätzlich zu verstärken“, vor allem in den Bereichen Logistik und Kommunikation – spezialisierte Unterstützungsaufgaben, deren Bedarf im Falle eines größeren Einsatzes oder eines längeren Konflikts erheblich zunehmen würde, die aber innerhalb der regulären Stärke der Royal Navy in Friedenszeiten nicht aufrechterhalten werden konnten.
Im Jahr 2002 wurden für die RNR keine eigenen Ausweise mehr ausgestellt, sondern die Reservisten erhielten die gleichen Dokumente wie ihre regulären Kameraden. Im Jahr 2007 wurden die letzten Unterschiede bei den Abzeichen zwischen regulären und Reservistendiensten beseitigt.
Im Oktober 2022 wurde eine neue RNR-Einheit, HMS Pegasus, als Spezialeinheit für die Verwaltung der RNR-Luftabteilung in Betrieb genommen, die in RNAS Yeovilton (HMS Heron) stationiert ist und über eine Außenstelle in RNAS Culdrose (HMS Seahawk) verfügt. Dies war die erste Marineeinheit, die während der Regentschaft von König Charles III. in Dienst gestellt wurde.
Angesichts der aktuellen sicherheitspolitischen Herausforderungen, vor denen auch Großbritannien steht, ist die Berechtigung einer starken Reserve der Royal Navy praktisch unbestritten.

## Organisation

### Royal Maritime Reserve

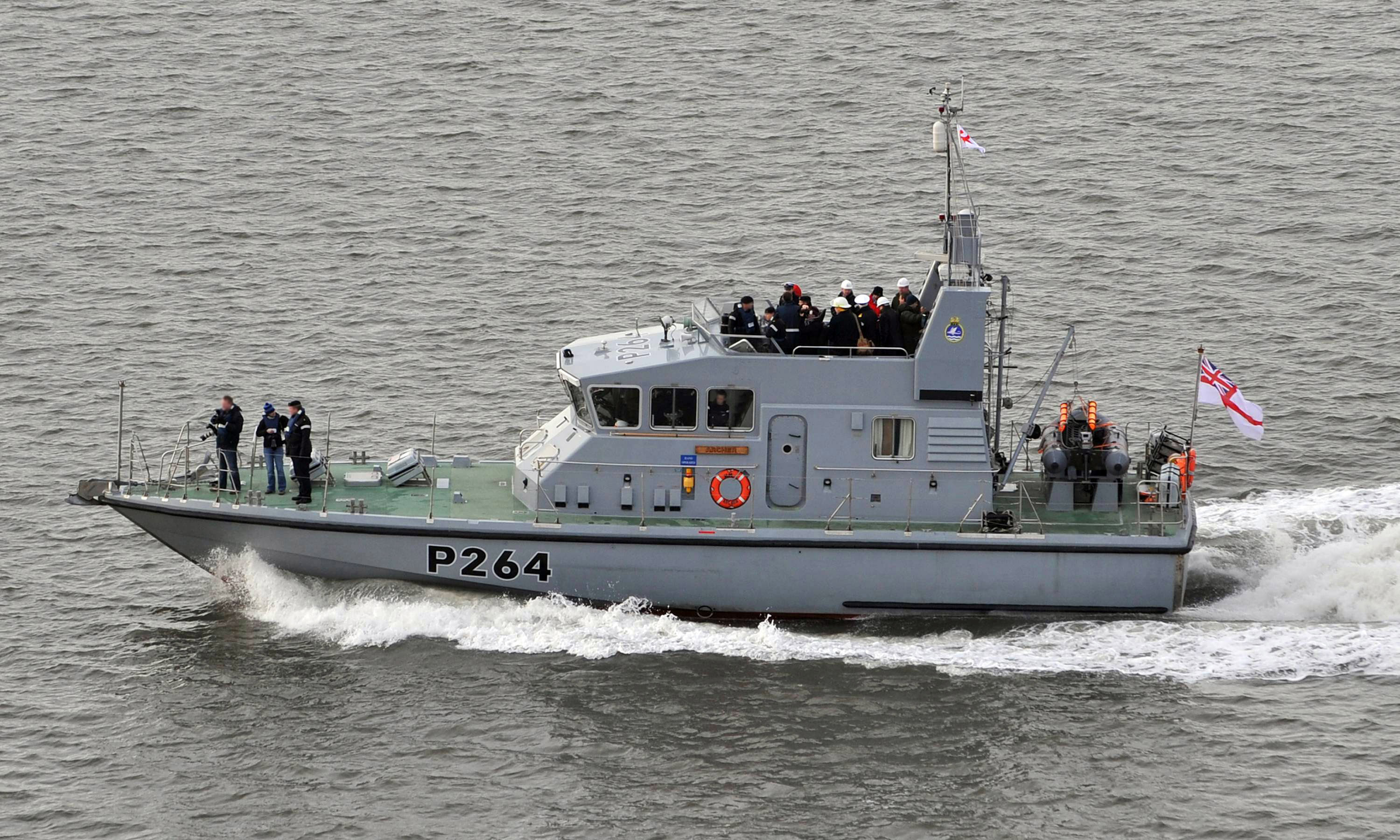
HMS Archer

Der Commander Maritime Reserves hat seinen Sitz in Portsmouth. Seit Juli 2023 hat Commodore Jo Adey diesen Posten inne.

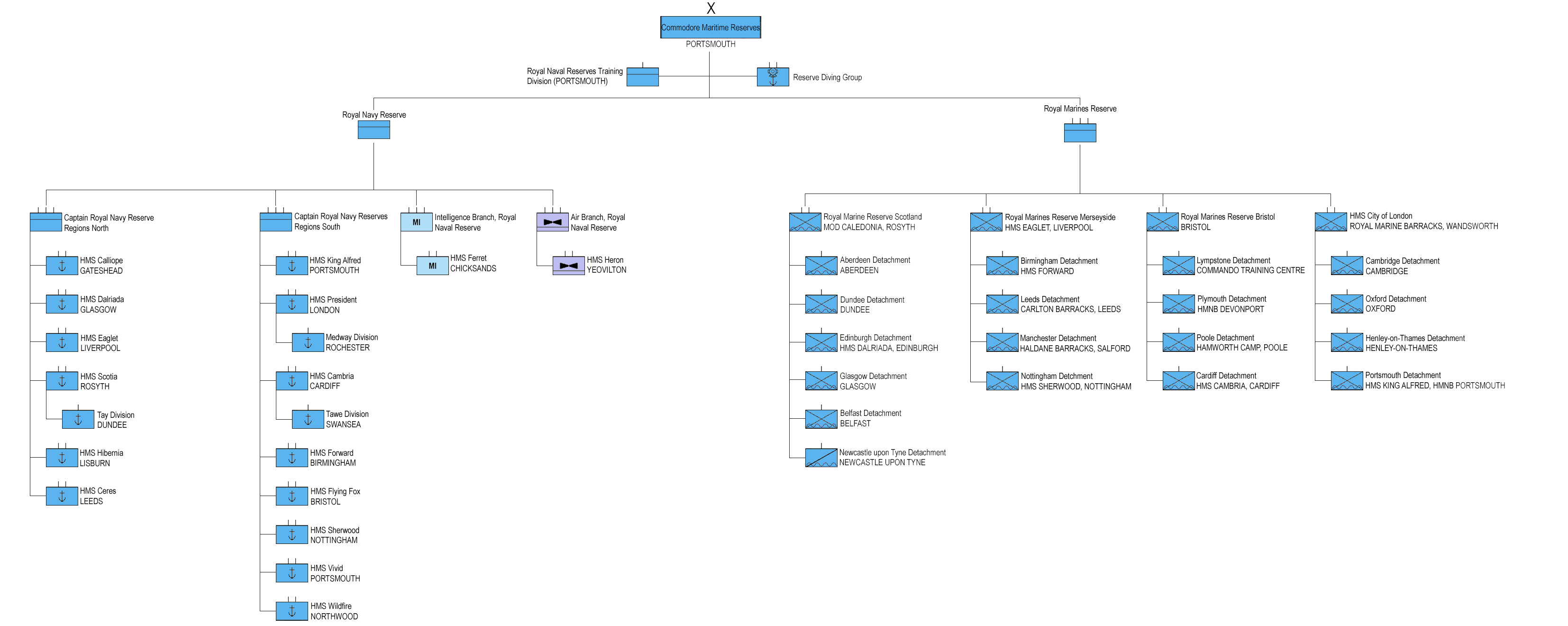
Organigramm 2021

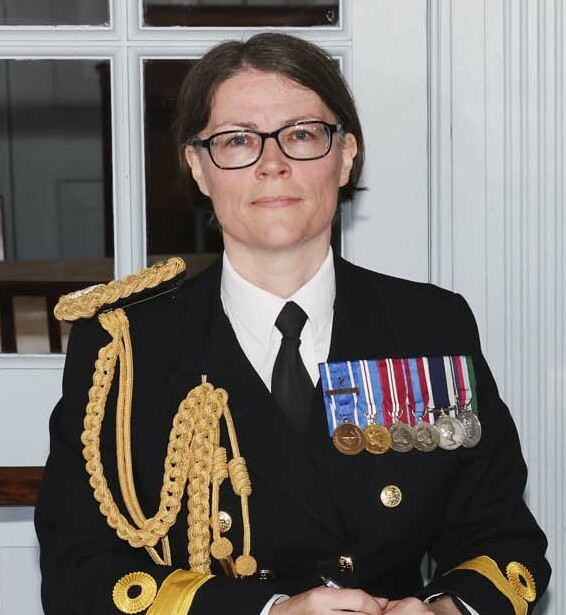
Commodore Jo Adey

Die RNR gliedert sich in die beiden Regionen Nord und Süd, die jeweils von einem aktiven Kapitän zur See (Captain RN) geführt werden, sowie den Intelligence Branch (Aufklärung) und den Air Branch (Luftstreitkraft).

### Stützpunkte der Royal Naval Reserve

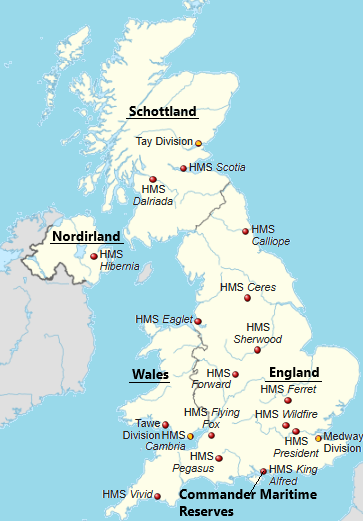
Stützpunkte und Außenstellen der RNR im Vereinigten Königreich

Die RNR verfügt über folgende Stützpunkte (Stand Ende 2024):
- HMS Scotia, Rosyth[12]
  - Tay Division, Dundee, bis 1970 als HMS Camperdown ein eigenständiger Stützpunkt, nun Außenstelle von HMS Scotia[13]
- HMS Cambria, Cardiff, einziger Stützpunkt in Wales[14]
  - Tawe Division, Swansea, Außenstelle von HMS Cambria[15]
- HMS Dalriada, Glasgow, seit 2013 in Govan, im Südwesten von Glasgow belegen.[16]
- HMS Flying Fox, Bristol, gemeinsame Unterbringung mit Naval Regional Headquarters for Bristol and the West of England.[17]
- HMS Calliope, Gateshead, wichtigster Stützpunkt der Marine an der Ostküste Englands, die schnellen Patrouillenboote HMS Archer,[18] HMS Example, HMS Explorer und HMS Trumpeter sind hier stationiert und dienen Ausbildungszwecken.[19]
- HMS Ceres, Leeds, Unterbringung in den Carlton Barracks.[20]

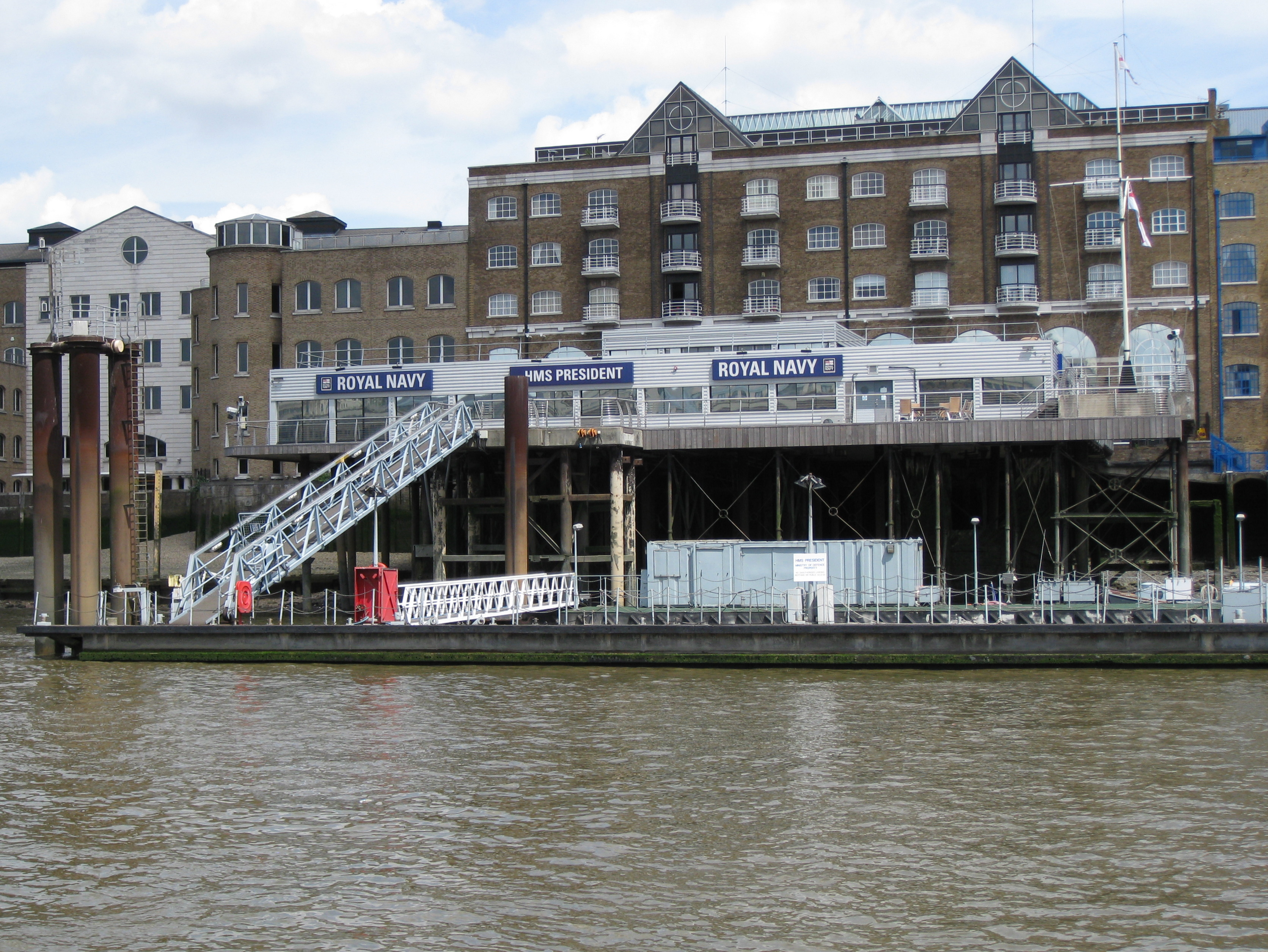
Gebäude HMS President der RNR am Südufer der Themse unweit der Tower Bridge

- Gebäude HMS President der RNR am Südufer der Themse unweit der Tower BridgeHMS President, London; das am Victoria Embankment in London liegenden Schiff gleichen Namens war gemeinsam mit HMS Chrysanthemum war bis 1988 Unterbringung und Ausbildungsstätte der RNR London; seitdem befindet sich diese größte Einheit der RNR in einem Gebäude am Südufer der Themse unweit Tower Bridge, St Katharine’s Way.[21]
  - Medway Division, Rochester; Außenstelle von HMS President, wurde im Jahr 2018 von Chatham verlegt und verfügt in Rochester über ein neu errichtetes Ausbildungsgebäude.[22][23]
- HMS Eaglet, Liverpool, Unterbringung seit 1998 im regionalen Hauptquartier der Royal Navy in einem dafür gebauten Zentrum in den Docklands von Liverpool.[24]
- HMS Vivid, Plymouth, seit 1959 in HM Naval Base Devonport untergebracht.[25]
- HMS Sherwood, Nottingham, seit 2014 im Foresters House, Chilwell, zusammen mit der örtlichen Army Reserve Unit untergebracht.[26]
- HMS King Alfred, Portsmouth, seit 1994 in HM Naval Base Portsmouth untergebracht, entstanden nach Auflösung der RNR Einheiten in Southampton, Brighton und Portsdown Hill in Portsmouth.[27]
- HMS Forward. Birmingham, seit 1999 in einem modernen Gebäude mit mehreren anderen militärischen Einrichtungen untergebracht.[28]
- HMS Hibernia, Lisburn, einziger RNR Stützpunkt in Nordirland, im Jahr 2009 von HMS Caroline in Belfast nach Lisburn verlegt.[29]
- HMS Wildfire, Northwood, trägt seit dem Jahr 2000 den jetzigen Namen (vorher HMS Northwood), belegen im Hauptquartier der britischen Streitkräfte.[30]
- HMS Ferret, Chicksands – Intelligence Branch[31]
- HMS Heron, Yeovilton – Air Branch, Teil von RNAS Yeovilton
- HMS Seahawk, Helston (Cornwall) - Air Branch, Teil von RNAS Culdrose